# Illa d'Amelia
 L'Illa d'Amelia  (antigament Amalia amb els espanyols) és la més meridional de les Illes del Mar, una cadena d'illes de barrera que s'estén al llarg de la costa est dels Estats Units des Carolina del Sud, Geòrgia, fins a Florida. És la més meridional de les illes del mar, i la més septentrional de les illes barrera de la costa atlàntica de Florida.
Té unes 13 milles (21 km) de llarg i aproximadament 4 milles (6 km) d'ample al punt més ample. Amelia Island està situada al nord de Jacksonville i al sud de la Cumberland Island (Geòrgia), i l'única a la costa de Florida, al comtat de Nassau. Incorpora les comunitats de Fernandina Beach, Amelia City i American Beach.

## Història
L'illa va rebre el nom de la princesa Amelia, filla de Jordi II del Regne Unit, i va canviar de mans entre les potències colonials diverses vegades. S'afirma que vuit banderes han volat sobre l'illa Amelia: francesa, espanyola, britànica, floridana/patriota, Creu Verda, mexicana, confederada i dels Estats Units.
Les bandes d'indis americans associades amb el poble Timucua es van establir a l'illa cap a l'any 1000, que van anomenar Napoyca. Hi romangueren fins a principis del segle XVIII. El 1562, l'explorador hugonot francès Jean Ribault es va convertir en el primer visitant europeu registrat a Napoyca, i va anomenar l'illa Île de Mai. El 1565, les forces espanyoles dirigides per Pedro Menendez de Aviles van expulsar els francesos del nord-est de Florida atacant el seu bastió a Fort Caroline a la Rivière de Mai -més tard anomenat Río de San Juan pels espanyols, i més tard el riu St. Johns en anglès. Van matar Ribault i potser altres 350 colons francesos que havien naufragat més avall a la costa.